# ダフ屋

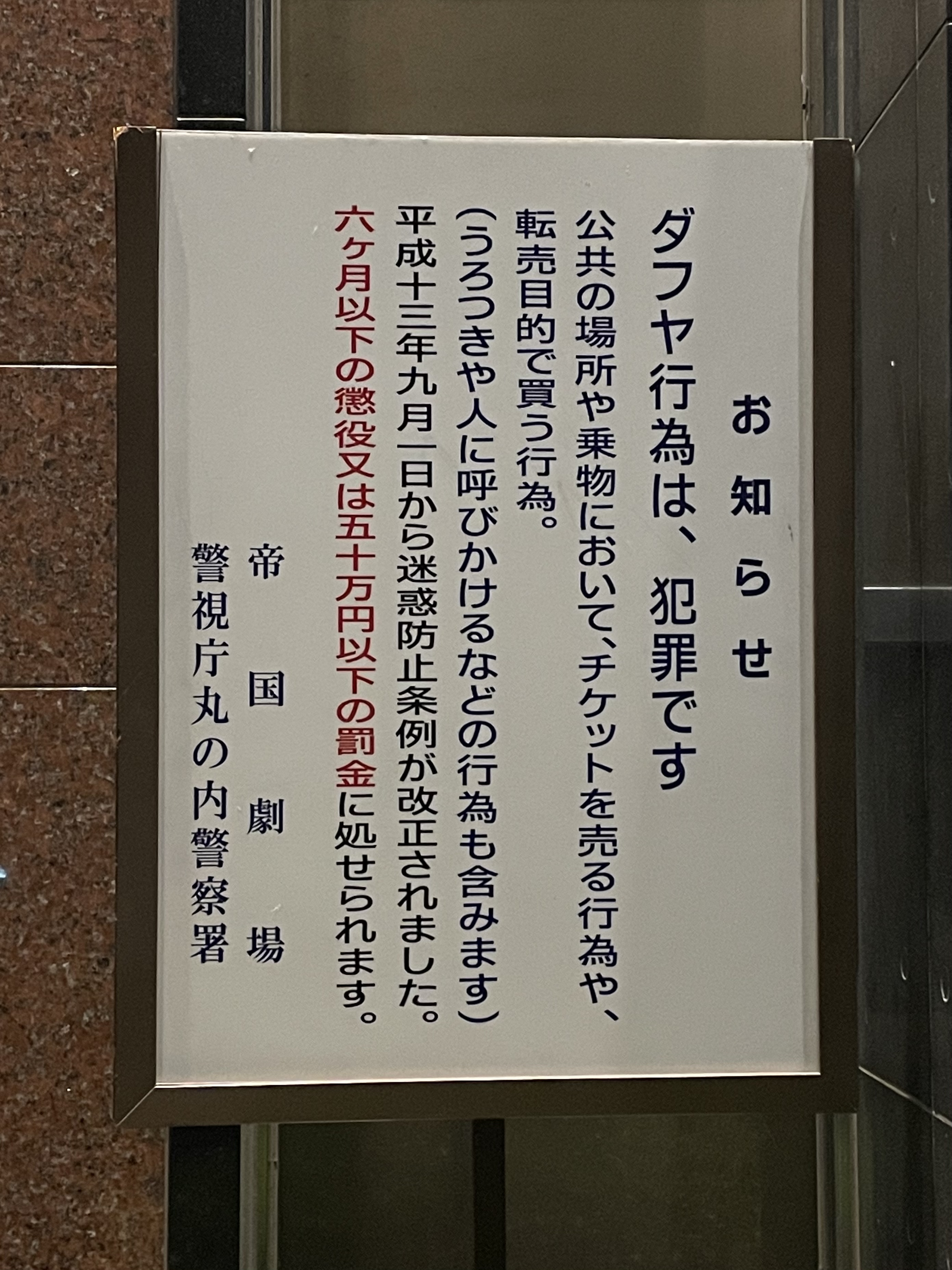
帝国劇場前のダフ屋行為を禁じる掲示

ダフ屋（ダフや）とは、いわゆる転売屋の一種で、乗車券、入場券や観覧券など（以下「チケット類」）を転売目的で入手し、チケット類を買えなかった人や買いたい人に法外な高額で売りつける者、または業者のこと。
ダフ屋がチケット類を不正に売りさばいたり、売りさばこうとする行為を、ダフ屋行為という。「だふ」という言葉は、チケット類を意味する「ふだ（札）」を逆にした倒語である。
コンサートやスポーツ大会などのチケットがSNSなどで転売され、それを巡るトラブルが急増している。代金を振り込んだがチケットが届かない、といった相談が全国の消費生活センターなどに相次いでいる。国民生活センターによると、チケット転売に関する相談は、2018年度は2,076件と前年17年度の約2.4倍。19年度も7月末時点で1813件と昨年度に迫る。
個人間の取引の場合、売主と連絡がつかない限り、被害救済は難しい。

## 日本での法規制

### 法令
チケット類を転売目的で購入し、またはチケット類を公衆に転売することは、基本的には犯罪であり、各種法令の適用により検挙、逮捕の事例が多くある。

#### 迷惑防止条例
2013年時点で47都道府県中41都道府県の迷惑防止条例でダフ屋行為は禁止されており、次の2つの行為のいずれかを行うとダフ屋行為として刑事罰の対象となる(未遂も処罰される)。
- 対象となるチケット類は、乗車券、急行券、指定券、寝台券その他運送機関を利用し得る権利を証する物又は入場券、観覧券その他公共の娯楽施設を利用し得る権利を証する物。
- 転売目的でチケット類を公衆に対して発売する場所において購入し、または購入しようとすること。
- 公共の場所または公共の乗物で、チケット類を他者に転売し、または転売しようとすること。

ダフ屋行為を処罰する条例を制定していないのは6県である。ただしそのような地方においても物価統制令を根拠に取り締まりを行った事例がある（後述）。
犯罪の罰則は都道府県によって幅があり、概ね非常習犯と常習犯とで軽重を分けており、5万円/10万円/20万円/50万円以下の罰金（または拘留、科料）、1年/6ヶ月/3ヶ月以下の懲役または20万円/30万円/50万円/100万円以下の罰金、など各々規定される。
ダフ屋行為が禁じられたのは、戦後の食糧難の時代において、配給券の買い占め行為が存在し、放置しておいてはそれによる餓死者が出る恐れがあったため、時代の要請として緊急に取り締まる必要があったことが契機である。また、東京都で最初に迷惑防止条例が制定されダフ屋行為規制が盛り込まれた1962年当時は暴力団の資金源を絶つ目的の他、ダフ屋によるつきまといや押売りなどの愚連隊による不良行為が問題となっており、その排除が大きな目的の一つに挙げられていた。
かつてはダフ屋は暴力団の関係者が多いとされたが、インターネットの普及により一般人がチケット類を大量に購入してインターネットオークション（後述）で高額で売りさばく例が増加している。暴力団の関係者ではない一般人のダフ屋を指して「シロダフ」（「素人（シロウト）のダフ屋」という言葉から。）とも呼ばれる。

#### 物価統制令
物価統制令第9条の2および第10条では、「不当に高価な」または「暴利となるべき」価格によって売買の契約をし、又は売買により金銭を支払または受領する事を禁じており、違反すると同法第34条により「10年以下の懲役または500万円以下の罰金」に処されることとなっている。
迷惑防止条例等と異なり、客体の限定すらなく、一見すると資本主義、自由主義経済に矛盾する規定とも受け取られかねないが、1957年（昭和32年）の事件において「ダフ屋」と名指しして処断した最高裁判例が存在する（昭和36年2月21日最高裁判所第三小法廷判決、物価統制令違反事件、事件番号昭和32(あ)1039）。
物価統制令では売買の買い方も処罰の対象となる。1997年時点でダフ屋行為を処罰する条例がなかった京都府において物価統制令の適用による取り締まり事例が存在する。

#### 古物営業法
ダフ屋が古物営業許可を取得せずに大量、反復継続して古物たるチケット類を転売買していたところ、古物営業法違反で逮捕された事例がある（チケット類を含む証票券類も、古物営業法の古物に該当する）。金券ショップは全て営業許可を取得している。

#### 詐欺罪
チケット購入時の規約に違反して、チケットを転売目的で購入した者に対し詐欺罪を適用して検挙した事例がある。
また、サービス利用の際に、チケット類とともに会員証や本人確認書類の提示を求められる場合には、他人の会員証や本人確認書類を使用すれば詐欺罪に該当する。
会員証や本人確認書類が真正ではなく偽造、変造した物であれば、文書偽造の罪にも該当する（後述）。

#### 特定興行入場券の不正転売の禁止等による興行入場券の適正な流通の確保に関する法律
条例による取締りでは罰則もばらばらであったので、2020年東京オリンピック等を念頭に、全国一律に処罰する法案（「特定興行入場券の不正転売の禁止等による興行入場券の適正な流通の確保に関する法律
（チケット不正転売禁止法）」）を、2018年6月に超党派の議員立法（共同代表を石破茂が務める）により第196回国会への提出が検討された。このときは提出には至らなかったが次の第197回国会において、衆議院において文部科学委員長提出の法案として2018年11月30日に提出、2018年12月4日に衆議院で、12月8日に参議院で共に全会一致で可決、成立し、12月14日法律第103号として公布された。附則第1条の規定により「公布の日から起算して6月を経過した日から施行する」となっているため、2019年6月14日から施行された。
対象としては日本国内の興行入場券に限定している（映画、演劇、演芸、音楽、舞踊その他の芸術及び芸能又はスポーツ）。日時および場所が指定されたものであって、入場資格者（いわゆる記名式）または座席が指定されたものを特定興行入場券とする。興行主の事前の同意を得ない特定興行入場券の業として行う有償譲渡であって、興行主等の当該特定興行入場券の販売価格を超える価格をその販売価格とするものを「特定興行入場券の不正転売」と規定している。
特定興行入場券の不正転売をし、または特定興行入場券の不正転売を目的として特定興行入場券を譲り受けた者は、1年以下の懲役若しくは100万円以下の罰金に処し、又はこれを併科する。
ダフ屋規制条例等と異なり、転売目的でチケットを入手した事を立証する必要はなく、また定価を1円でも超える額であれば規制対象となる。また逆に、ボット等の不自然な手段を使用してチケットを入手した場合、不正転売を目的とした譲受と判断されうる。
この法律によると、以下のものはこの法律の対象外となる予定だが、従来のダフ屋規制条例等による取締りや、詐欺罪・文書偽造罪等としての検挙対象となる。
- 特定興行入場券の要件を満たさない興行入場券
  - 興行主等が無料で発券したものを含む。
- 興行[注 3]以外のもの（ただし、当該場内で当該入場券などを元にして興行[注 3]が行われる場合はこの法律の対象となる可能性がある）
  - パビリオンやアトラクション等の入場整理券など
  - サイン会、握手会、ハイタッチ会や写真撮影会などの入場券など
  - コミックマーケットその他の物品の即売会など
- 交通機関などの乗車券・急行券・指定券・寝台券など
- 興行[注 3]に付随する興行以外のサービス券類（興行に付随する輸送サービス券、駐車券など）

さらに、転売目的でチケットを入手する事自体を詐欺罪として検挙する傾向もある。詐欺罪の法定刑は10年以下の懲役とこの法律の罪よりも重く、文書偽造の罪も客体によるが概ねこの法律の罪よりも重い。

#### その他の法令
販売形態によっては特定商取引法に抵触する場合もある。
チケット等の買い方が、売り方が不正転売をしているものと認識していた場合には、買い方が盗品等有償譲受罪に当たる可能性もある。チケット不正転売禁止法施行後における特定興行入場券の高額転売では、その購入価格だけを以て、買い方が、売り方が不正転売をしているものと認識していたとされる可能性もある。

### チケット転売に付随する犯罪
ダフ屋からチケット類を（高額で）購入した者が、身分証明書を偽造・変造して行使し、検挙や逮捕される事例が出ている。
購入者側ではなく、ダフ屋側が不正入場に便宜を図る目的で身分証明書を偽造・変造し、転売チケットの購入者に行使させる事例もある。
購入チケット類の名義の本人確認のために、運営側が身分証明書等による確認を現場で行うケースがあるが、その際に偽造・変造をした身分証明書を提示すれば、有印公（私）文書偽造罪・同変造罪、同行使罪などの文書偽造の罪に問われる。

### 実例・法律の適用

#### インターネットオークション等
インターネットオークションや、チケット転売サイト等において、チケット類を出品する場合は、転売目的や営業性、反復継続性によっては各種法令の適用により検挙、逮捕される事例がある。
ネットオークション等を利用したダフ屋行為の逮捕として、以下の例がある。インターネットオークション等が「公衆の場」に該当するかどうかは定まった見解が存在しないため、迷惑防止条例の「転売目的でチケット類を公衆に対して発売する場所において購入すること」が適用されたものである。
- 2005年2月に、NHKのファミリーコンサートのチケット類を転売目的で購入した者が逮捕された[13]。
- 2002年・2009年に、三鷹の森ジブリ美術館のチケット類およびその引換券をコンビニエンスストアにおいて転売する目的でチケット類を大量に購入した人物がそれぞれ逮捕された[14]。
- 2007年4月、アメリカの女性歌手であるビヨンセのコンサートチケット類を転売目的で購入した男が逮捕された[3]。
- 2008年に、JRの人気夜行快速「ムーンライトながら」の1編成に3席しかない1人掛け席を転売する目的でチケット類を大量に購入していた人物が逮捕された[15]。
- 2014年、宝塚歌劇の公演チケットなどを転売目的で購入した男が逮捕された[16]。
- 2015年2月、JRの指定席券などを高値で転売した者が逮捕された[17]。
- 2016年、嵐のコンサートチケットをインターネット上で転売買していた女が逮捕（古物営業法の無許可営業による）[5]
- 2017年、乃木坂46のライブで、転売により譲り受けたチケットおよび偽造した身分証明書を提示した中学生教諭の男が検挙された[7][18]。同様に、AKB撮影会に入場させる目的で学生証類を偽造し続けていた男が逮捕された[19]。
- 2017年、スマートフォン利用して発行されるチケット類に対し、他人にスマートフォンを貸す目的でチケット類を購入した男が、詐欺罪で逮捕された[6]。
- 2017年、宝塚歌劇の公演チケットを、路上生活者を使って転売目的で購入させた者らが逮捕された[20]
- 2017年、EXILEの公演チケットを転売目的で購入した男が逮捕された[21]
- 2017年、サカナクションの公演の電子チケットを転売目的で取得し高額転売していた男が摘発され、その後神戸地裁で懲役2年6ヶ月の有罪判決を受けている[11]
- 2018年、東方神起の公演チケットを転売目的で購入し、チケットキャンプ（閉鎖済）で転売していたチケット販売業者らが逮捕された[22]
- 2018年、AKB48のチケットを転売目的で購入し、学生証を印刷機械で偽造し、その他転売先の客の新幹線利用の際にキセル行為を幇助したなどとして、大学生らと韓国籍の男が逮捕された[23]
- 2019年、ELLEGARDENの公演チケットを転売目的で購入し、「チケット流通センター」で高額転売していた男が詐欺罪で逮捕された[11]

#### 無料券
有料で販売されているチケット類に絡むダフ屋行為として取り締まられているが、整理券や予約券のように無料で受け取った場合は「不特定の人に転売する目的でチケット等の購入すること」の「チケット等の購入」に該当しないため「転売目的でチケット類を公衆に対して発売する場所において購入すること」で取り締まることができず、「公衆の場で、チケット類を他者に転売すること」に該当しない限りは取り締まりができないという問題がある。
- 2005年日本国際博覧会では「サツキとメイの家」という『となりのトトロ』にちなんだ人気パビリオンの予約整理券（無料）が事前にコンビニエンスストアに設置されたLoppiなどのチケット販売機などから大量予約され、2005年4月分が予約開始から1時間で完売するなど僅かな時間で予約枠が満杯になり、これがインターネットオークション上で数千円 - 4万円で売買されたり、同オークションシステムを利用しているインターネット通販の販売店が商品に添付する景品として利用するという事態が発生した。この問題により一般の入場者は整理券の入手が困難となり、逆にパビリオンでは一日800人の予約枠一杯に占有されたチケット類が実際には利用されず来場者がまばらとなったため、急遽「転売し損ねて来ないであろう予約」を見越して1割ほど予約人数枠を拡大したり、一度に最大6人分まで予約可能としていたのを4人分に制限する・同万博の前売り入場券に記載された整理番号を添付しないと入手できなくするなどの方策を打ち出した。

これ以降に同様の例は度々似たようなケースもみられるようになっている。このような状況に対して、警視庁幹部筋は「新しく法律を作る必要がある」としている。
ただし、元々は無料券であっても金券ショップで購入して転売した場合は「転売目的でチケット類を公衆に対して発売する場所において購入すること」に該当して取り締まりの対象となる。元々は無料券だったダフ屋行為の逮捕としては以下の例がある。
- 2011年5月に、大相撲の技量審査場所の無料入場券を転売する目的で金券ショップで無料券を大量に購入した人物が逮捕された[25]。

## 欧米での法規制

### アメリカ
州法では少なくとも30以上の州にチケット転売（スカルパー）規制の法令がある。

### イギリス
イングランドとウェールズでは刑事司法及び公共秩序法により興行主から権限を与えられていない者が、政府が指定したサッカーの試合のチケットを販売することが禁止されている。
2012年ロンドンオリンピック・2012年ロンドンパラリンピックの際には、ロンドンオリンピック・パラリンピック法が定められ、大会組織委員会から権限を与えられた場合を除き、チケットの販売等を公共の場所で又は業として行うことが禁止された。

### フランス
フランスでは、1919年から公的な補助金又は優遇措置を受けている興行のチケットを、額面より高く販売することを禁じる法律が定められている。2012年には刑法が改正されスポーツや文化等のチケットを、権限なく常習的に販売すること等が禁止されている。

## 対策

### 買い占め対策
イープラスではbotによる大量アクセスでチケットを買い占める業者により被害を受けていたため、購入サイトのbot対策を徹底した結果、業者による大量購入がほぼ不可能になった。また不正な手段でアクセスを行う業者のデータを捜査機関に提出することで業者の摘発にも繋がっている。

### 本人確認の徹底
チケットの利用規約で転売を禁止し、生体認証やICチップなどによる本人確認を行う例がある。
ダフ屋行為に対応するために、施設側が「チケットの転売を禁止する方針」を発表し、チケット購入に際して使用したクレジットカードなどで購入者と来場者が同じであることを確認するなどのダフ屋対策である。
生体認証では顔認証システムを活用して、チケット購入者本人が来場しているかどうか確認することもある。2014年にももいろクローバーZが、エンタテインメントの入場管理において世界で初めて導入。NECの顔認証システム「NeoFace」を用いて、チケット購入時に顔写真を登録、会場入り口で顔認証しチケットを発券する。他のアーティストにも広がりつつあり、B’z、福山雅治、Mr.Children、BABYMETALが一部のコンサートなどに使われている。

### 公式転売サイトの設置
高額転売を防止するため額面価額を原則とする公式転売サイトが設置されることがある。

### 電子チケット
ウェブサイト上で購入を済ませた者に対してURLを送付し、そこで表示されたスマートフォンの画面をチケットとする電子チケットがある。